# Kreis Pinneberg

Logo des Kreises Pinneberg

Der Kreis Pinneberg um die gleichnamige Stadt ist der flächenkleinste und zugleich bevölkerungsreichste Kreis des Landes Schleswig-Holstein und gehört zur Metropolregion Hamburg. Die Kreisverwaltung hat ihren Amtssitz in Elmshorn, offizielle Kreisstadt ist die Stadt Pinneberg. Der Kreis entstand durch die „Verordnung, betreffend die Organisation der Kreis- und Distriktbehörden, sowie die Kreisvertretung in der Provinz Schleswig-Holstein“ vom 22. September 1867 und ging aus der Herrschaft Pinneberg hervor.
Der Kreis gilt als eines der größten geschlossenen Baumschulgebiete der Welt. In der Liste der 100 am dichtesten besiedelten Gemeinden Deutschlands ist der Kreis Pinneberg gleich vier Mal vertreten: mit Elmshorn an 25. Stelle, Pinneberg an 47. Stelle, Schenefeld an 52. Stelle und Uetersen an 85. Stelle. Diese vier Städte liegen etwa auf einer Linie auf dem Weg von Elmshorn über Schenefeld nach Hamburg. Direkt an der Stadtgrenze zu Hamburg befinden sich viele bevölkerungsreiche Gemeinden. Im Norden und zur Elbe hin ist der Kreis aber nach wie vor größtenteils ländlich geprägt, vor allem Amt Hörnerkirchen, Amt Rantzau, Amt Elmshorn-Land und Amt Geest und Marsch Südholstein.

## Geographie
Der Kreis Pinneberg liegt im Süden des Landes und grenzt im Westen und Norden an den Kreis Steinburg, im Osten an den Kreis Segeberg, im Südosten an die Freie und Hansestadt Hamburg und im Südwesten – getrennt durch die Elbe – an den niedersächsischen Landkreis Stade. Zum Kreis Pinneberg gehören auch die Elbinsel Bishorster Sand, der größte Teil von Pagensand sowie seit 1932 auch die Nordseeinsel Helgoland.

### Geologie
Das Kreisgebiet liegt teilweise in der Elbmarsch. Sie entstand durch Sandablagerungen innerhalb einer Bucht, die nach der Eiszeit bis an den Geestrand heranreichte, an dem sich später aufgrund des wieder angestiegenen Meeresspiegels Niedermoore bildeten.
Der höchste Punkt im Kreis Pinneberg mit 61,3 m ist der Rand eines Sprengkraters auf Helgoland, der von einem Sportlerstammtisch 1998 „Pinneberg“ getauft wurde.
Eine geologische Besonderheit, die unter Naturschutz steht, ist die Liether Kalkgrube in Klein Nordende. Dort wurden Erdschichten aus dem Perm durch einen Salzstock an die Oberfläche gedrückt, so dass heute sowohl der Kalkhut auf dem Salzstock als auch ein kleinerer Braunkohleflöz an der Oberfläche liegt. Die Liether Kalkgrube ist auch ein bedeutender Fundplatz für Fossilien und steinzeitliche Werkzeuge.
Das Landschaftsschutzgebiet Holmer Sandberge zwischen Holm, Wedel und Appen besteht aus Dünen am Urstromtal der Elbe, die inzwischen bewaldet sind.

### Haseldorfer Marsch

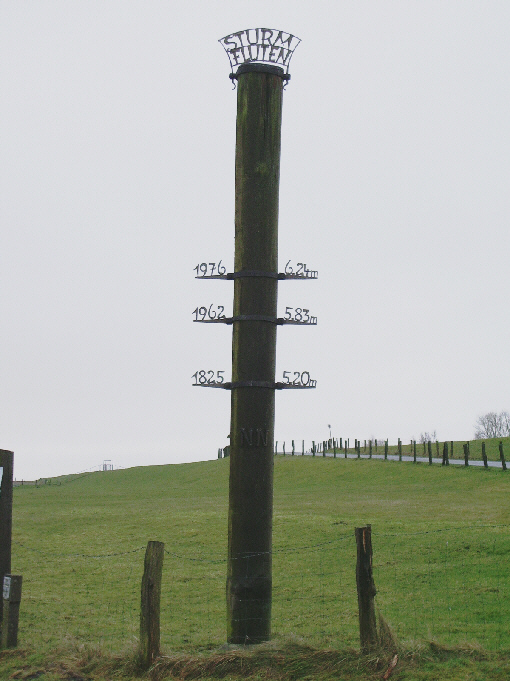
Zeugnis vieler Sturmfluten in der Haseldorfer Marsch

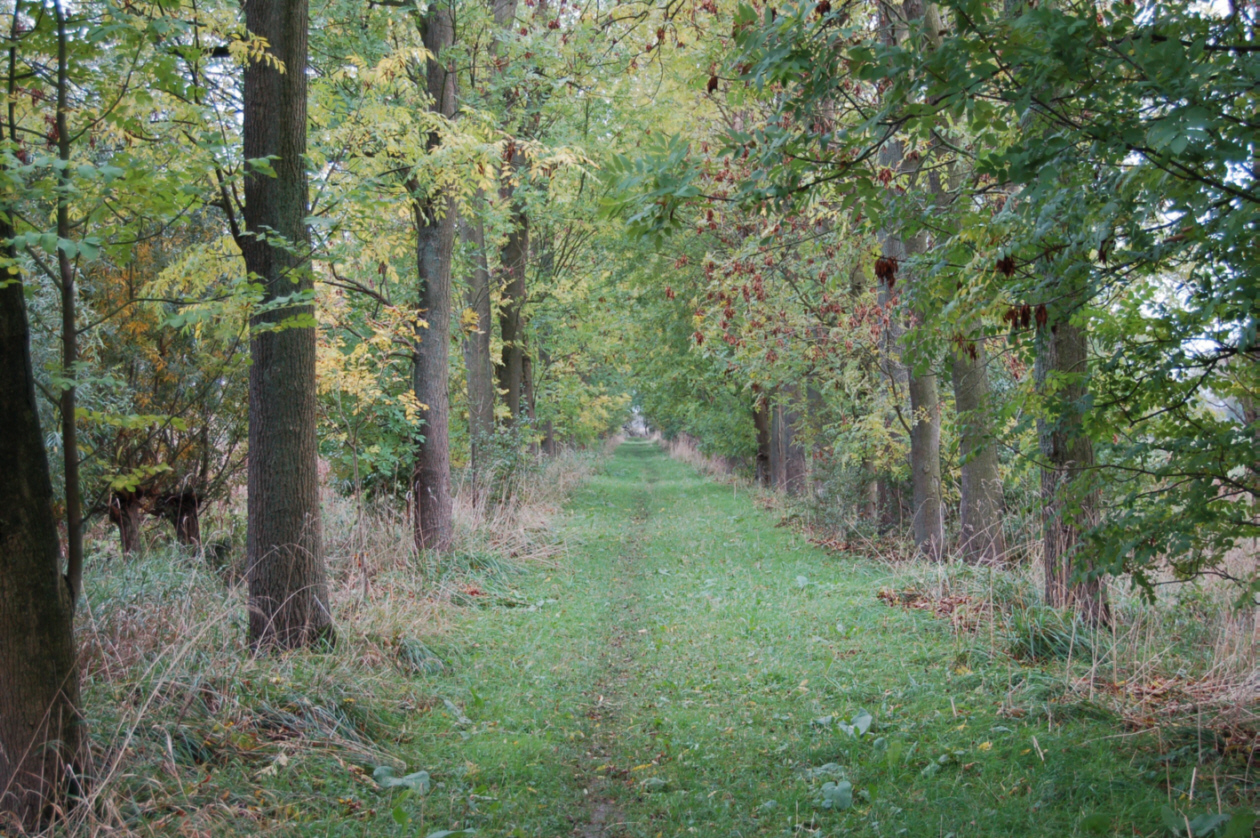
Eschenallee im untergegangenen Ort Bishorst

Von Wedel bis zur Pinnau, einem Fluss, der in die Elbe mündet, erstreckt sich die an der Elbe gelegene Haseldorfer Marsch, die durch ihren fruchtbaren Boden die Grundlage für Landwirtschaft und Obstbau bildet. Die Seestermüher Marsch ist ebenfalls ein Teil dieser Kultur- und Naturlandschaft, die durch die Eiszeiten und den Elbstrom geprägt wurde. Bis zur Eindeichung, die bereits im 11. Jahrhundert begann, veränderte sich die Landschaft aufgrund von Sturmfluten und Stromverlagerungen der Elbe stark. Aber auch später gingen noch ganze Ortschaften verloren – wie zum Beispiel Bishorst, das Mitte des 18. Jahrhunderts nach einer Sturmflut aufgegeben werden musste. Und im Januar 1976 kam es bei einer Sturmflut zu einem Deichbruch bei Hetlingen, in dessen Folge die gesamte Haseldorfer Marsch überschwemmt wurde.
Heute sind vor allem die Süßwasserwatten außerhalb des eingedeichten Gebiets von besonderer Bedeutung für den Natur- und Vogelschutz. Dort befindet sich auch die Haseldorfer Graureiherkolonie, ein Artenschutzgebiet in Haseldorf. Sie ist die größte und eine der bedeutendsten Brutkolonien des Graureihers in Schleswig-Holstein.

### Seestermüher Marsch
Die Seestermüher Marsch erstreckt sich zwischen Krückau und Pinnau. Sie ist beinahe vollständig Landschaftsschutz- und Wasserschutzgebiet. In den Eschschallen im Seestermüher Vorland sind eine ganze Reihe seltener und bedrohter Tierarten beheimatet.

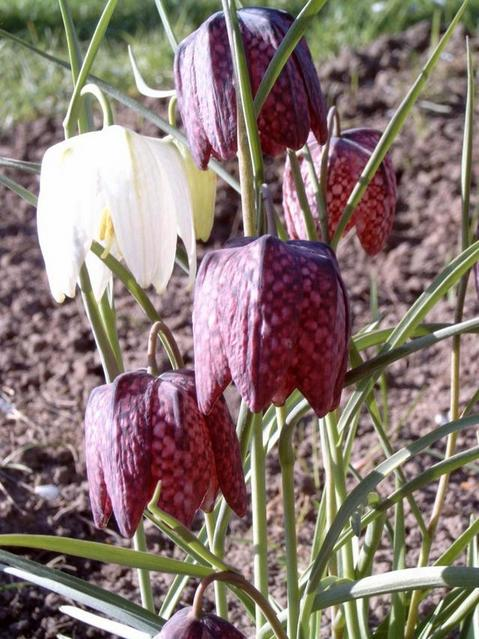
Schachbrettblume

### Moor- und Waldgebiete
Besonders im östlichen Kreisgebiet lagen ausgedehnte Moorgebiete, von denen bei Bokel und Langeln noch einige erhalten sind. Im Süden befinden sich die unter Naturschutz gestellten Moore Buttermoor/Butterbargsmoor, Holmmoor und das Tävsmoor/Haselauer Moor. Das Himmelmoor bei Quickborn ist eines der vier Moore im Bundesland, in denen noch Torf abgebaut wird. Zusammenhängende Waldgebiete sind noch der Rantzauer Forst und die Heeder Tannen.

### Flora und Fauna
In Hetlingen blüht die aufgrund ihrer hohen Anforderungen an die Wasserqualität seltene Schachbrettblume, die deswegen zu einem Wahrzeichen der Gemeinde wurde.

## Geschichte
Die Kreisverwaltung hat ihren Sitz in Elmshorn und nicht in der Kreisstadt Pinneberg. Nach jahrelanger kontroverser politischer Diskussion über eine Sanierung der bisherigen Kreisverwaltung oder einen Neubau an einer anderen Stelle in Pinneberg entschied sich der Kreistag 2009 mit knapper Mehrheit für einen Umzug nach Elmshorn in das leerstehende Talkline-Bürogebäude. Pinneberg behält jedoch den Titel Kreisstadt.

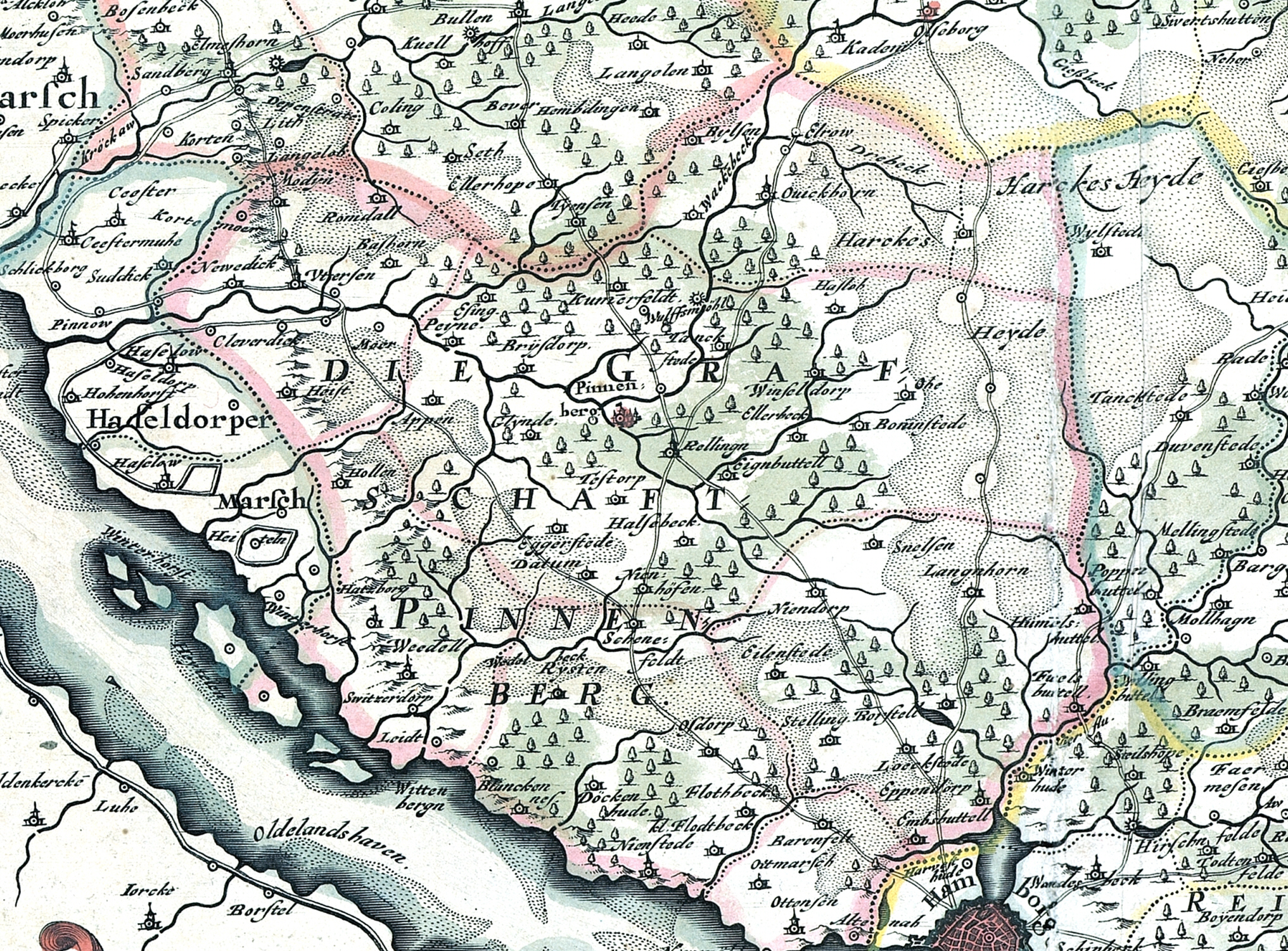
Die Grafschaft Pinneberg um 1650

### Vorgeschichte
Das Gebiet war bereits in vorgeschichtlicher Zeit besiedelt, wovon unter anderem Grabhügel bei Appen, Hemdingen und in der Nähe der Heeder Tannen im westlichen Kreisgebiet zeugen. Auch der Ochsenweg, eine prähistorische Fernhandelsstraße nach Dänemark, führte von Wedel über Uetersen nach Elmshorn durch das Kreisgebiet.
Das Gebiet des Kreises Pinneberg ist Teil des Gebietes des historischen Gaues Stormarn der Grafschaft Holstein, die 1111 Graf Adolf I. aus dem Hause Schauenburg verliehen wurde. Aufgrund verschiedener Erbteilungen entstand die Pinneberger Linie des Hauses Schauenburg. Nach dem Aussterben der anderen Linien und der Belehnung von Christian I. von Dänemark mit den anderen Teilen Holsteins entstand hier die Grafschaft Holstein-Schauenburg, die bis 1640 bestand und erst dann an den dänischen König Christian IV. fiel. Nach der zwischenzeitlichen Teilung in die Grafschaft Rantzau und die Herrschaft Pinneberg entstand aus diesen beiden Gebieten sowie den Güterbezirken Haseldorf, Haselau, Flottbek, Seestermühe und dem Klosterbezirk Uetersen 1867 der Kreis Pinneberg.

### NS-Zeit
Nach dem Ersten Weltkrieg wuchs die Einwohnerzahl im Kreis Pinneberg durch die Eingemeindung von Thesdorf und Zuzug aus Hamburg und Bezirk Altona stark an um etwa 2.000 neue Einwohner. Dies lag u. a. daran, dass die großstädtischen Opfer der Weltwirtschaftskrise (1929–1931) billigen Wohnraum in den Umlandgemeinden suchten. Anfang der 1930er Jahre konnte man dabei signifikante Unterschiede zwischen dem „Bürgertum“ und der „Arbeiterklasse“ feststellen. Jede der beiden Gruppen hatte eigene Wohnviertel, Vereine, Feste, Lokale, kulturelle und politische Orientierungen.
Die Gesellschaft war zunehmend gespalten. Besonders die Handwerkerbünde, der Schleswig-Holsteiner Bund und die Pinneberger Justiz radikalisierten sich unter dem Eindruck der Weltwirtschaftskrise nach rechts. Das linke Milieu war spätestens ab 1930 tief gespalten zwischen der SPD, die 1932 noch stärkste Partei der Linken im Kreis war, mit 898 Frauen und 2.417 Männern, und der KPD. Der Arbeitsamtsbezirk Pinneberg (Stadt Pinneberg und die Landgemeinden Appen, Prisdorf, Kummerfeld, Borstel-Hohenraden, Tangstedt, Egenbüttel, Ellerbek, Rellingen und Halstenbek) zählte zum 31. Dezember 1931 2.415 Arbeitslose, im Januar 1929 waren es 1.123 gewesen.
Am 5. Januar 1927 gründete die NSDAP ihre erste Ortsgruppe in Pinneberg. Die Schwerpunkte der NSDAP lag im Oktober 1929 besonders in den agrarisch geprägten Landgemeinden des Kreises. Der Aufschwung des organisierten Nationalsozialismus in Pinneberg begann erst nach dem Wahlsieg vom September 1930, nicht zuletzt wegen der Agitation in der Fläche des Kreises, zumal die Zeitungen von den Veranstaltungen der NSDAP auf den Dörfern ausführlich berichteten. 1931 etablierte sich die NSDAP mit Saalschlachten und der Gründung der SA im Februar, die mit einem Zug von 680 Mann unter Mitführung von Fahnen und Musik durch die Straßen Pinnebergs zog. Der Pastor der Christuskirche, Ernst Dammann, eine angesehene Persönlichkeit des Pinneberger Bürgertums, unterstützte die Partei aktiv, z. B. durch Ansprachen in den NSDAP-Ortsgruppen Rellingen und Halstenbek zum „Trauertag der Bewegung“.
Im Jahre 1932 entstand, angefacht durch die Wahlkämpfe zu mehreren Wahlen, ein Klima einer aggressiven Radikalisierung. Politische Gewalt und Terroranschläge bestimmten zunehmend das Klima im Kreis Pinneberg. Im Wahlkampf zum preußischen Landtag sprach Hitler am 23. April 1932 in Lokstedt vor 120.000 Teilnehmern. Zur Wahlveranstaltung hatte die Pinneberger Ortsgruppe einen Pendelverkehr nach Lokstedt eingerichtet. Bei der Wahl erreichte die NSDAP in Schleswig-Holstein ihre besten Ergebnisse. In Pinneberg wurde sie mit Abstand stärkste Partei bei einer Wahlbeteiligung von 88 %. Bei der Reichstagswahl November 1932 blieb die NSDAP stärkste Partei in Pinneberg, ihr Stimmenanteil ging aber von 46 % auf 41,5 % zurück. Bei der Reichstagswahl März 1933 stimmten 50,3 % der Pinneberger für die NSDAP. Kurz danach setzten die neuen Machthaber mit der Aufstellung einer Hilfspolizei aus SA- und SS-Leuten ein deutliches Signal. Ihr Leiter, Oberleutnant Schwieger, kündigte die Verfolgung aller politischen Gegner an. Nur zwei Tage nach der Kommunalwahl 1933 setzten am 14.3. massive Unterdrückungsmaßnahmen der neuen Machthaber ein, inklusive wilder Racheakte von SA und SS an besonders verhassten politischen Gegnern und einem „Prangermarsch“, zwecks öffentlicher Demütigung, durch Pinneberg am 26. Juni 1933.
1933 hatte die SA mit der Standarte 265 eine eigene Organisation für den Kreis Pinneberg und einen Teil des Kreises Stormarn erhalten. Sie wuchs von 3.500 (August 1933) auf 5.000 (Februar 1934) Mitglieder an. Vormilitärische Übungen bildeten einen Schwerpunkt der Tätigkeit der SA. So fand am 13. Oktober 1935 ein großes Manöver der Standarte R 31 rund um Pinneberg statt. Mitte der dreißiger Jahre waren die schlimmsten Auswirkungen der Weltwirtschaftskrise in Pinneberg überwunden. In manchen Betrieben ging es, bedingt durch Arbeitsbeschaffungsmaßnahmen, Bauprogramme und Aufrüstung, wieder aufwärts. Die Deutsche Arbeitsfront (DAF) wurde zur größten nationalsozialistischen Massenorganisation, die ab November 1933 alle Arbeiter- und Angestelltenverbände als „Relikte des Klassenkampfes“ auflöste und durch die Reichsbetriebsgemeinschaften innerhalb der DAF ersetzt, so auch im Kreis Pinneberg. Die DAF-Kreisleitung Pinneberg wurde 1937 von Pinneberg nach Elmshorn verlegt. Mit der Propagierung des zweiten Vierjahresplanes änderten sich nun deutlich die politischen Schwerpunkte. An die Stelle von Arbeitsbeschaffung und Betriebsgemeinschaft traten jetzt als Ziele eine einsatzfähige Armee und eine kriegsfähige Wirtschaft. Eine besondere Propagandawirkung ging von einer Unterabteilung der DAF, der NS-Gemeinschaft „Kraft durch Freude“ aus. Die Kreisstadt Pinneberg war zugleich ab 1935 Sitz der NSDAP-Kreisleitung. Die Kreisleitung bestand aus einigen hauptamtlichen Mitarbeitern, allen voran Kreisleiter Ferdinand Schramm und Kreisgeschäftsführer Max Fehre.
Die Kriegsvorbereitungen hatten 1936 auch die Landwirtschaft erreicht. So bauten die Landwirte im Rahmen der Adolf-Hitler-Flachsspende 1936 unentgeltlich genügend Flachs an, um daraus 360.000 Drillichanzüge und 2 Millionen Militärhandtücher herstellen zu können. Zwei große mit Flachs vollgeladene Waggons, unter anderem mit der Flachsspende der Ortsbauernschaft Borstel-Hohenraden, verließen Anfang Oktober den Pinneberger Bahnhof. Bei der Reichstagswahl 1936 bestand Wahlpflicht, und das Ergebnis fiel entsprechend aus. Von 7.863 in Pinneberg abgegebenen Stimmen waren nur 194 gegen Hitler oder ungültig. Ein Rekordergebnis war in Waldenau zu verzeichnen: 100 % Wahlbeteiligung und 100 % für Hitler. Von der ab 1937 verschärften Hochrüstung profitierten fast alle Pinneberger Betriebe. Am 14. November 1938 meldete das Pinneberger Tageblatt den Ausschluss der Juden aus der Wirtschaft, und kurz darauf, das Verbot für Juden, sich zu bestimmten Zeiten auf der Straße aufzuhalten. Auch wenn in Pinneberg kaum Juden lebten, wurde ihr Verschwinden doch registriert.
Spätestens seit der Bombardierung Hamburgs im Rahmen der Operation Gomorrha im Juli 1943 und anderer Großstädte in Schleswig-Holstein wurde der Kreis Pinneberg von einer Welle Ausgebombter überschwemmt, die hier mehr Sicherheit und Notunterkünfte suchten. Gegen Ende des Krieges kamen auch noch die Flüchtlinge aus dem Osten dazu. Seit dem Überfall auf Polen am 1. September 1939 wurden Frauen und Jugendliche verstärkt zur Kriegsproduktion herangezogen. Daneben ersetzte der NS-Staat einberufene Arbeitskräfte zunehmend durch ausländische Zwangsarbeiter und Kriegsgefangene. Östliche Kriegsgefangene galten als desto minderwertiger, je weiter sie von der deutschen Ostgrenze entfernt wohnten. Die „Fremdarbeiter“ dienten dem NS-Staat als „Arbeitsware“, die verbraucht und ersetzt wurde. Die im Kreis Pinneberg eingesetzten Polen waren größtenteils in den Baumschulen oder der Landwirtschaft tätig. Bis 1944 hatte sich die Zahl der ausländischen Arbeitskräfte in Pinneberg, die meist unter unmenschlichen Bedingungen arbeiten mussten, auf etwa 950 erhöht. Kennzeichnend für die Misshandlung dieser Zwangsarbeiter war, dass bei Kriegsende die Angst der Pinneberger vor Racheakten und Übergriffen der ausländischen Arbeitskräfte anscheinend größer war als vor den einrückenden britischen Truppen, zumal ein Bataillon russischer Kriegsgefangener von Blankenese in den „Eggerstedter Park“ in Pinneberg verlegt worden war.

### Verwaltungsgeschichte
Der Umfang des Kreises Pinneberg wurde zwischen 1890 und 1970 mehrfach verändert:
- Am 1. April 1890 wurden die Gemeinden Bahrenfeld, Othmarschen und Övelgönne in die kreisfreie Stadt Altona eingegliedert.
- Am 1. Juli 1927 wurden die Gemeinden Blankenese, Eidelstedt, Groß Flottbek, Klein Flottbek, Lurup, Nienstedten, Osdorf, Rissen, Stellingen-Langenfelde und Sülldorf in die kreisfreie Stadt Altona eingegliedert.
- Am 1. Oktober 1932 wurde die Inselgemeinde Helgoland, die bis dahin einen eigenen Kreis gebildet hatte, in den Kreis Pinneberg eingegliedert.
- Am 1. April 1937 wurde die Gemeinde Lokstedt, zu der seit 1927 auch Niendorf und Schnelsen gehörten, in das Land Hamburg umgegliedert.
- Am 1. Januar 1970 wurden die beiden Gemeinden Friedrichsgabe und Garstedt mit den Gemeinden Harksheide und Glashütte aus dem Kreis Stormarn zur Stadt Norderstedt zusammengeschlossen, die dem Kreis Segeberg zugeordnet wurde.

### Einwohnerstatistik

#### Jeweiliges Kreisgebiet
| Jahr | Einwohner | Quelle |
| ---- | --------- | ------ |
| 1890 | 075.377   | [ 13 ] |
| 1900 | 097.830   | [ 13 ] |
| 1910 | 121.550   | [ 13 ] |
| 1925 | 139.530   | [ 13 ] |
| 1933 | 116.472   | [ 13 ] |
| 1939 | 109.087   | [ 13 ] |
| 1946 | 184.912   | [ 14 ] |
| 1950 | 199.951   | [ 13 ] |
| 1960 | 211.600   | [ 13 ] |
| 1970 | 237.900   | [ 15 ] |
| 1980 | 259.900   | [ 16 ] |
| 1990 | 269.081   | [ 17 ] |
| 2000 | 291.609   | [ 17 ] |
| 2010 | 303.481   | [ 17 ] |
| 2017 | 311.236   | [ 17 ] |
| 2022 | 322.130   | [ 18 ] |
| 2024 | 324.936   | [ 19 ] |

#### Heutiger Gebietsstand

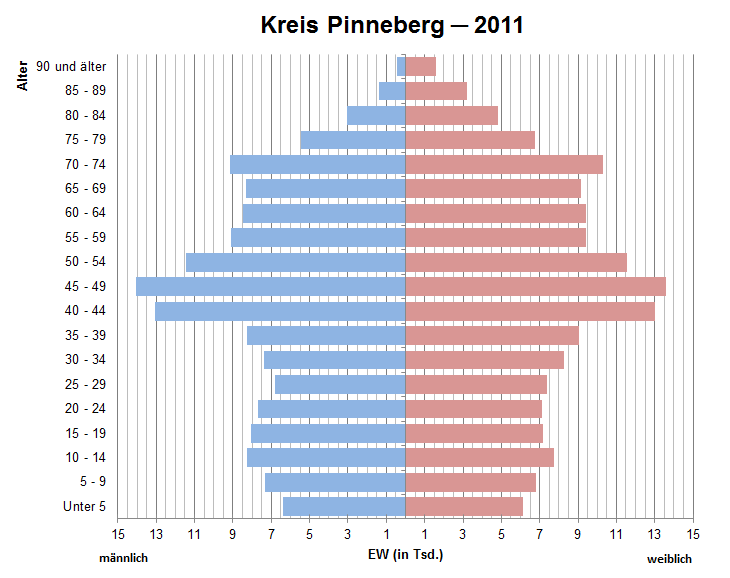
Bevölkerungspyramide für den Kreis Pinneberg (Datenquelle: Zensus 2011)

Die Einwohnerzahlen bis 1970 beziehen sich auf den Gebietsstand am 27. Mai 1970.
| Jahr            | Einwohner |
| --------------- | --------- |
| 1871 (1. Dez.)  | 045.764   |
| 1885 (1. Dez.)  | 051.920   |
| 1895 (2. Dez.)  | 061.505   |
| 1905 (1. Dez.)  | 072.759   |
| 1925 (16. Juni) | 085.702   |
| 1939 (17. Mai)  | 105.550   |
| 1950 (13. Sep.) | 188.216   |

| Jahr            | Einwohner |
| --------------- | --------- |
| 1950 (13. Sep.) | 188.216   |
| 1961 (6. Juni)  | 197.152   |
| 1970 (27. Mai)  | 237.877   |
| 1987 (25. Mai)  | 259.592   |
| 2002 (30. Juni) | 294.397   |
| 2007 (31. Dez.) | 301.320   |
| 2012 (31. Dez.) | 298.826   |

### Konfessionsstatistik
Gemäß dem Zensus 2011 waren 40,9 % der Einwohner evangelisch, 6,4 % römisch-katholisch und 52,7 % waren konfessionslos, gehörten einer anderen Glaubensgemeinschaft an oder machten keine Angabe. Der Anteil der Protestanten und Katholiken an der Gesamtbevölkerung ist seitdem jährlich um rund einen Prozentpunkt gesunken. Gemäß dem Zensus 2022 waren 29,6 % der Einwohner evangelisch, 5,7 % römisch-katholisch und 64,7 % waren konfessionslos, gehörten einer anderen Glaubensgemeinschaft an oder machten keine Angabe.
Jahresende 2022 waren nur noch 35 % der Menschen im Kreis Pinneberg Mitglied einer der beiden großen Kirchen.

### Kloster Uetersen und Adelssitze

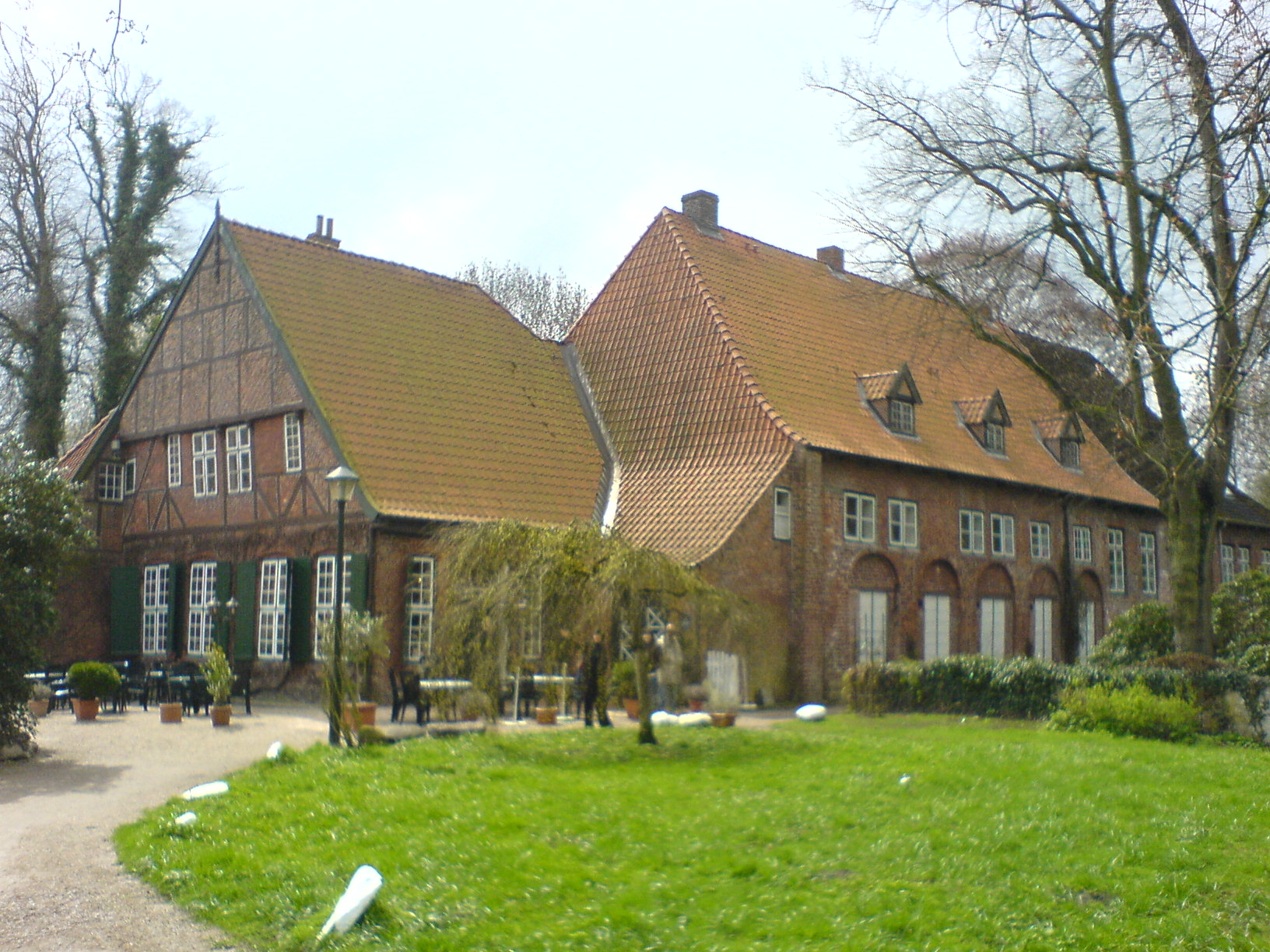
Kloster Uetersen

Das Kloster Uetersen wurde vermutlich im 13. Jahrhundert als Nonnenkloster gegründet, nachgewiesen ist die Existenz des Klosters seit Mitte des 14. Jahrhunderts, als Ritter Heinrich II. von Barmstede einen Teil seines Besitzes zum Bau des Klosters stiftete. Das Kloster wurde 1658 bei einem Überfall durch schwedische Truppen niedergebrannt, woraufhin der Gutsherr Detlef von Ahlefeldt den dänischen König bat, in Hetlingen an der Elbe eine Befestigungsanlage zu errichten. Daraufhin entstand im Jahr 1659 die Hetlinger Schanze, die trotz mehrerer Angriffe durch die Schweden nicht eingenommen werden konnte und bis zu ihrem teilweisen Abriss 1768 bestand.

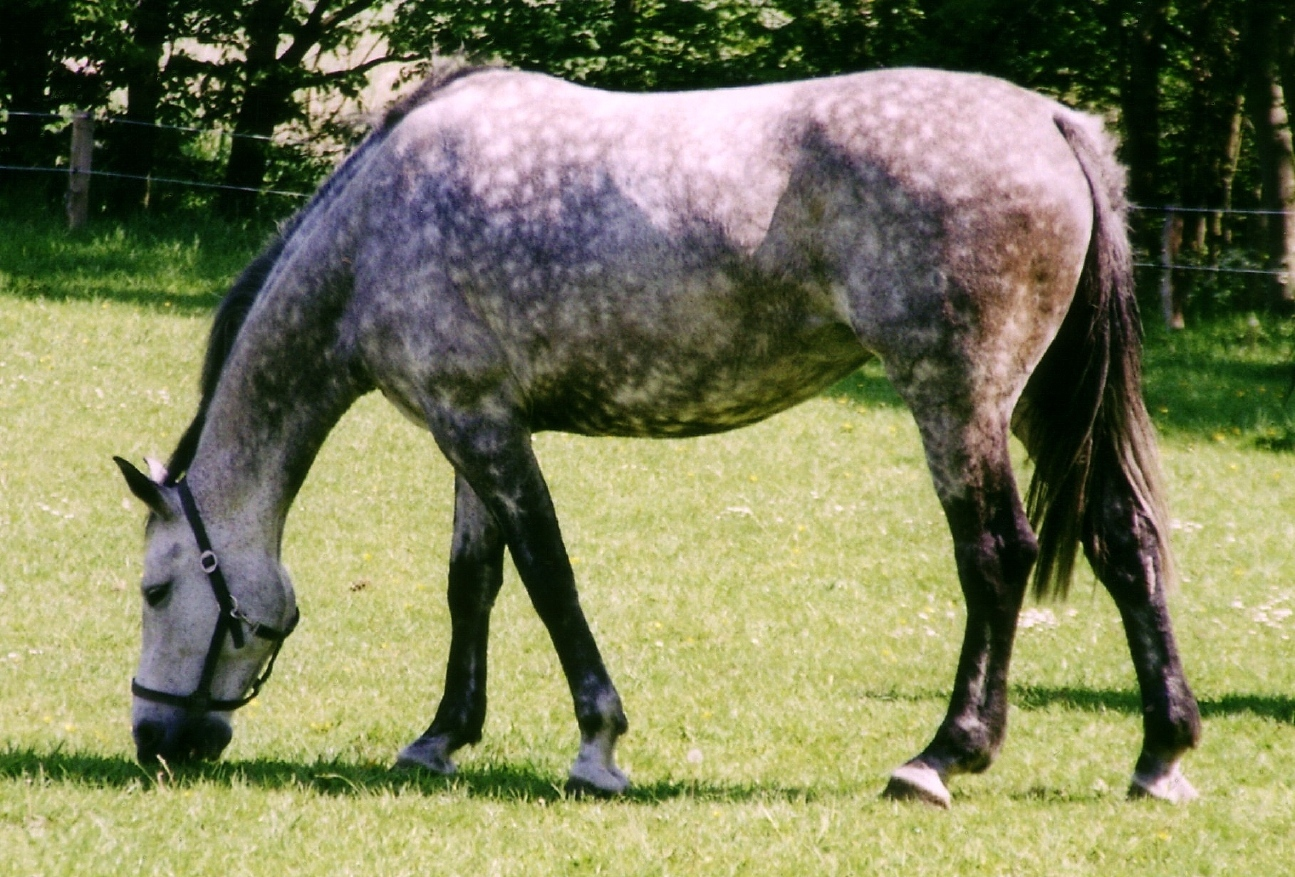
Holsteiner Pferd

Im Kloster begann auch die Holsteiner-Zucht, heute ein beliebtes und auf Turnieren erfolgreiches Vielseitigkeitspferd.

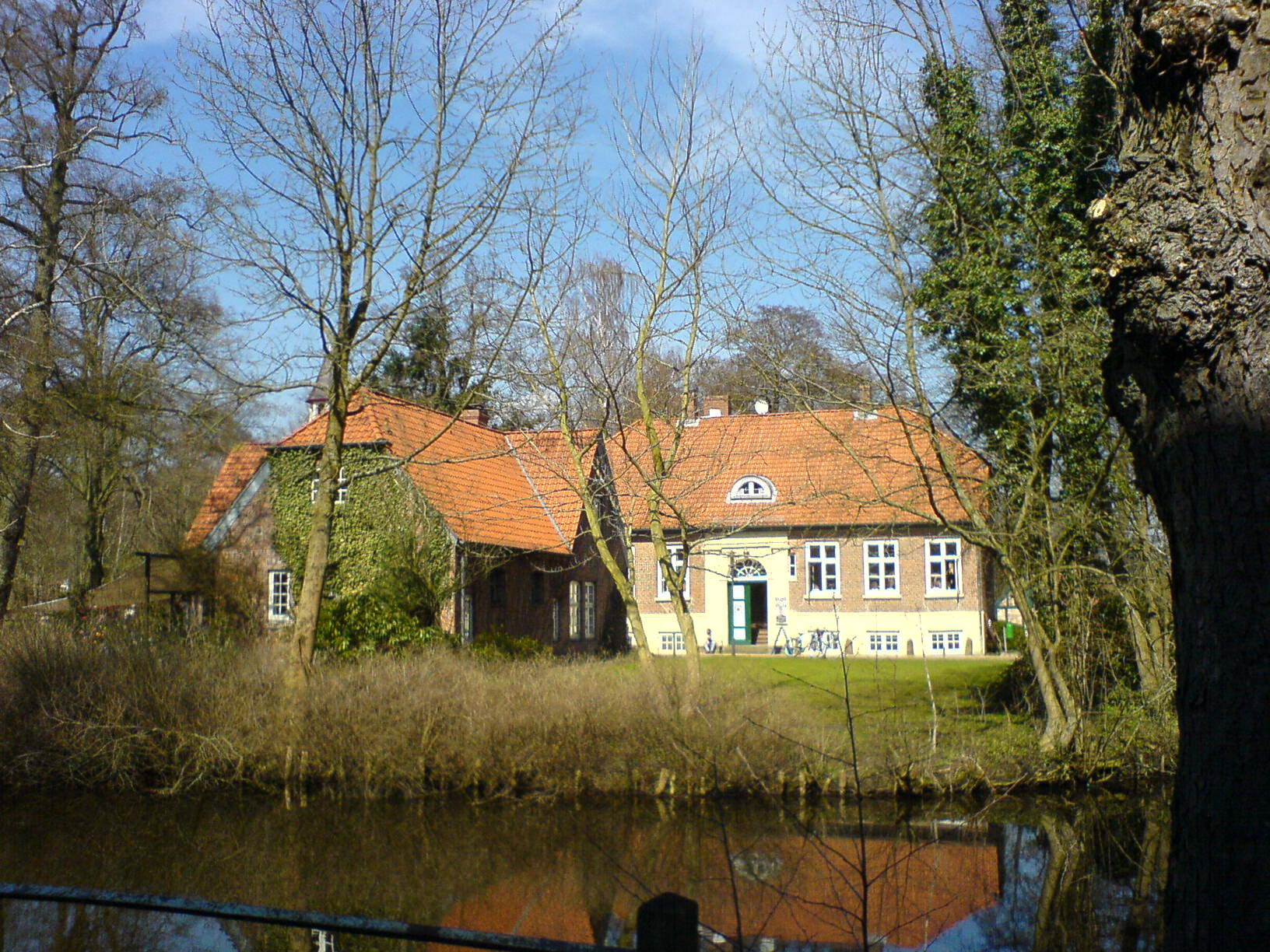
Schlossinsel in Barmstedt

In derselben Zeit, in der das Kloster in Uetersen gegründet wurde, entstanden auch andere Adelssitze im heutigen Kreisgebiet. So wurde von den Rittern von Barmstede zum Beispiel in der Krückau im heutigen Rantzauer See in Barmstedt eine Befestigungsanlage gegründet, deren Reste auf der Schlossinsel noch erhalten sind. Das ursprüngliche Herrenhaus brannte im 18. Jahrhundert ab, sodass das heute erhaltene Ensemble nur mit dem Nachfolgerbau aufwarten kann. Außerdem ist auf der Insel das ehemalige Amtsgericht mit seinen Nebengebäuden erhalten, das aus dem 19. Jahrhundert stammt. Das Schlossgefängnis wird heute als Restaurant genutzt, man kann in den Zellen speisen.

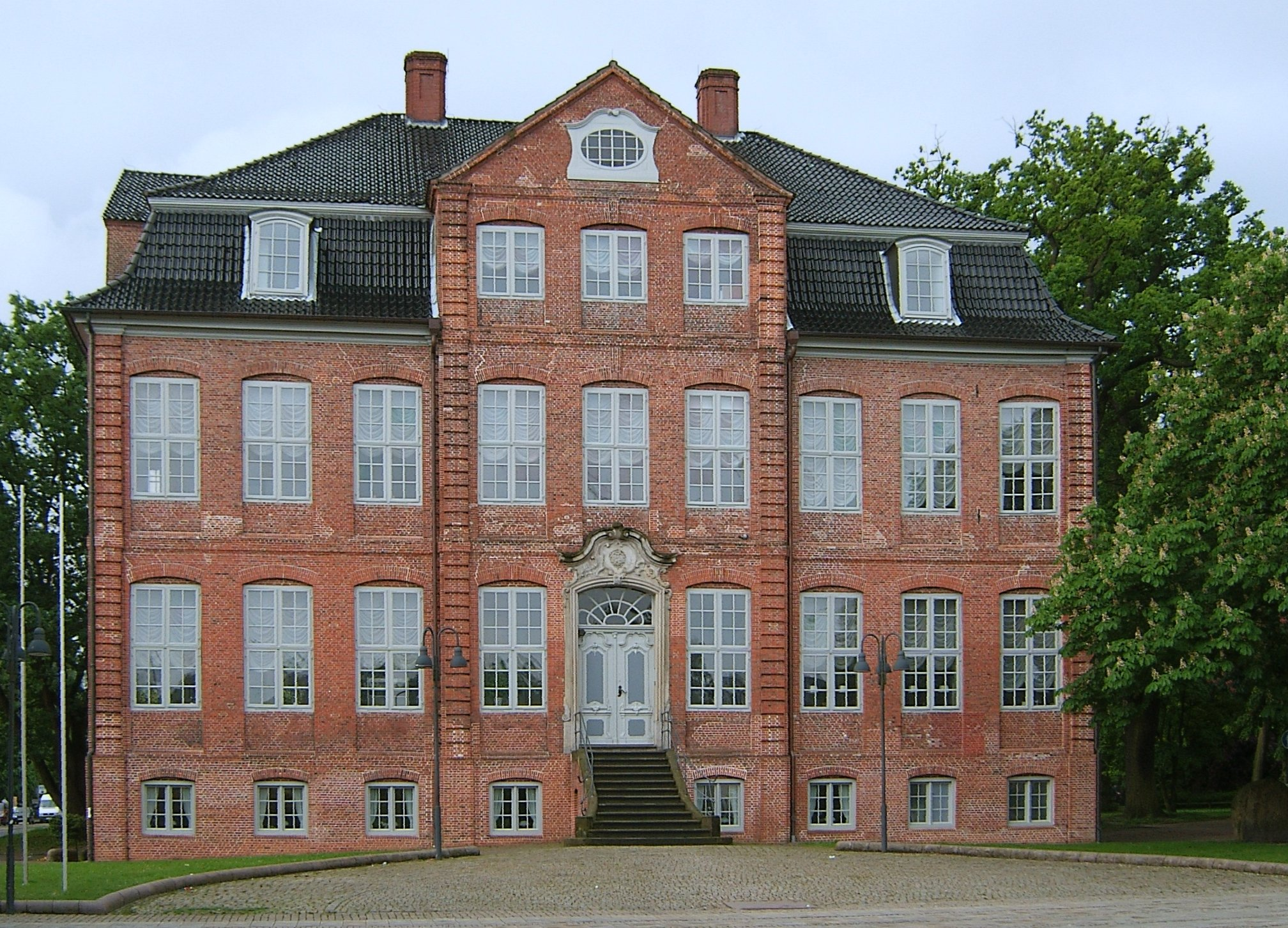
Die Drostei in Pinneberg

Ebenfalls im 12. Jahrhundert entstand in Pinneberg eine Burg, die Ende des 14. Jahrhunderts vom Schauenburger Grafen Adolf VIII. erobert wurde. Pinneberg wurde schon Ende des 14. Jahrhunderts Gerichtsstätte. Mitte des 18. Jahrhunderts wurde an der Stelle des 1472 errichteten Renaissanceschlosses die barocke Drostei als Verwaltungssitz errichtet.

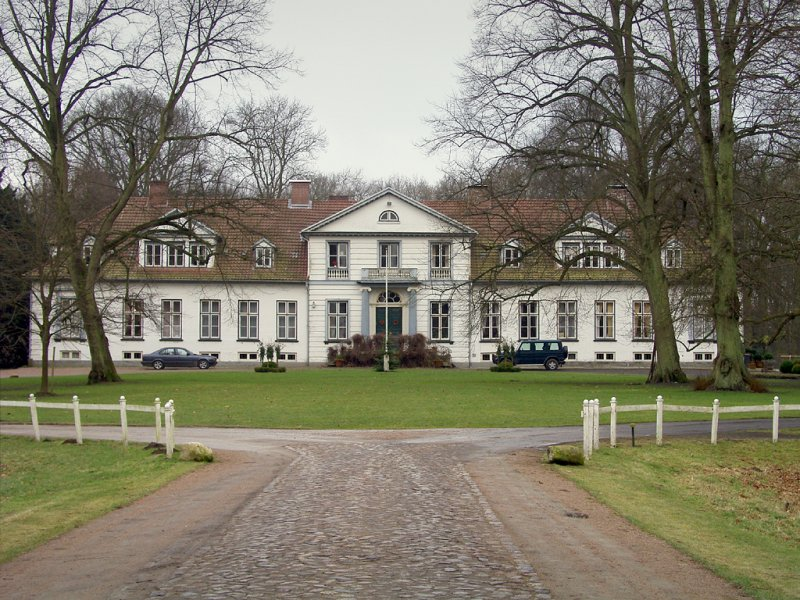
Das Herrenhaus in Haseldorf

Auch in Haseldorf entstand im 12. Jahrhundert die erste Burg im heutigen Kreisgebiet, die von den Rittern von Haseldorf erbaut wurde und 1627 durch Wallenstein zerstört wurde. Der heutige Nachfolgerbau stammt aus dem Jahr 1804. Auch in Wedel sind noch Reste einer Burganlage, die allerdings bereits um 1400 aufgegeben wurde, zu erkennen.

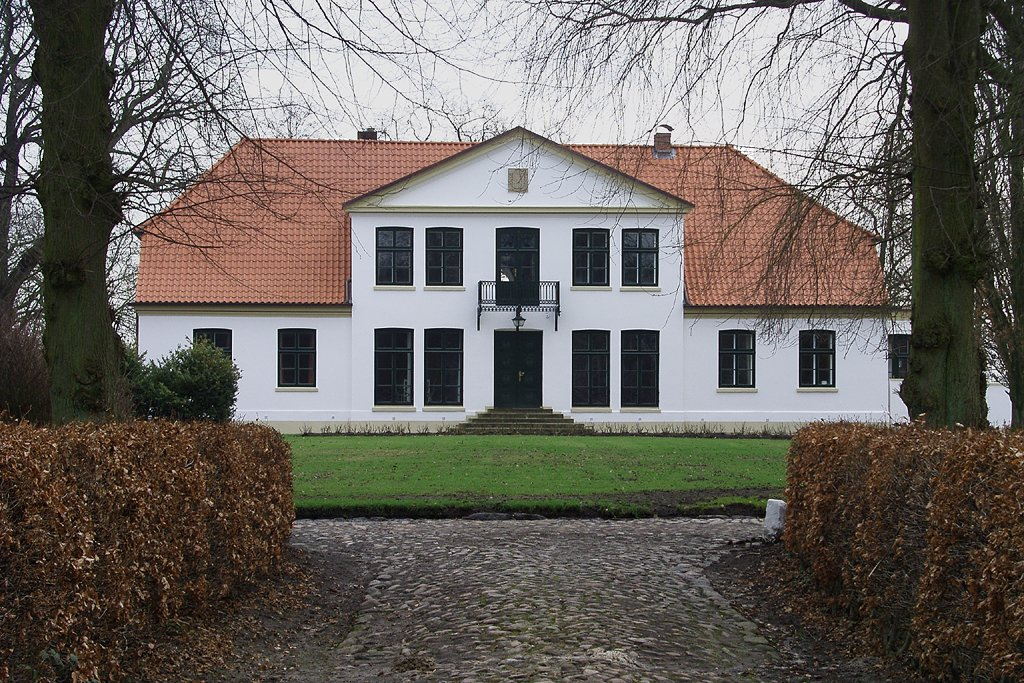
Das Gutshaus in Seestermühe

Nach der Teilung des Gutes Haseldorf um 1550 wurde Seestermühe eigener Gutsbezirk. Gegen 1700 wird mit dem Bau eines Burggrabens und des Schlosses der gräflichen Familie von Ahlefeldt begonnen, welches jedoch noch in der Bauphase 1713 vollständig ausbrennt. Es entsteht in der Folgezeit ein Gutshaus, welches samt Ländereien 1752 von der hoch verschuldeten Familie von Ahlefeldt an den Grafen von Kielmannsegg verkauft wird.

### Nationalsozialismus und Zweiter Weltkrieg
Bei den Reichstagswahlen im Juli 1932 erzielte die NSDAP im Kreis Pinneberg 51,9 % (35.255) der Stimmen, im November 1932 46,6 % (31.326) und im März 1933 53,4 % (38.508). Die SPD erzielte jeweils 26,1 % (17.726), 24,2 % (16.284) und 22,2 % (15.904), die KPD 11,4 % (7.717), 13,9 % (9.377) und 11,6 % (8.308). Elmshorn und Uetersen waren in der Zeit des Nationalsozialismus Hochburgen der kommunistischen und sozialdemokratischen Widerstandsbewegung im südlichen Schleswig-Holstein. So wurde im Dezember 1932 der Aufmarsch von 600 SS-Anhängern erfolgreich verhindert. 1933 erfolgte in Uetersen eine Demonstration mit über 750 Teilnehmern gegen die Nationalsozialisten.
Nachdem der Kreis Pinneberg bereits 1927 die südlichen Kreisteile durch das Groß-Altona-Gesetz an die Stadt Altona verloren hatte, erfolgten weitere Veränderungen durch das Groß-Hamburg-Gesetz im Jahr 1937 (Lokstedt mit Niendorf und Schnelsen) zugunsten Hamburgs.
Im Herbst 1944 befand sich in Wedel eine Außenstelle des KZ Neuengamme, an die eine Stele an der Bundesstraße 431 erinnert.
Aufgrund der Nähe zu Hamburg erlitten mehrere Orte im Kreisgebiet während des Zweiten Weltkriegs schwere Schäden, unter anderem die Industriestädte Elmshorn und Wedel. Vom Flugplatz Uetersen/Heist aus flog die Luftwaffe am 9. April 1940 den Angriff auf Dänemark und Norwegen, Teil des groß angelegten deutschen Unternehmens Weserübung. Es war der erste Kampfeinsatz von Fallschirmtruppen aus der Luft in diesem Krieg. Am gleichen Tag starten noch einmal über 100 andere Transportmaschinen vom Fliegerhorst. Sie flogen die zweite Welle bei der Eroberung der Flugplätze in Aalborg und des Flugplatzes im norwegischen Stavanger.

### Wirtschaftsgeschichte
In Wedel fand aufgrund der Lage am Ochsenweg schon früh ein großer Viehmarkt statt, in Erinnerung an sie wird in der Stadt auch heute noch der Ochsenmarkt abgehalten. Als Zeichen des Marktrechts hat die Stadt einen Roland, der in seiner heutigen Form aus dem 17. Jahrhundert stammt.

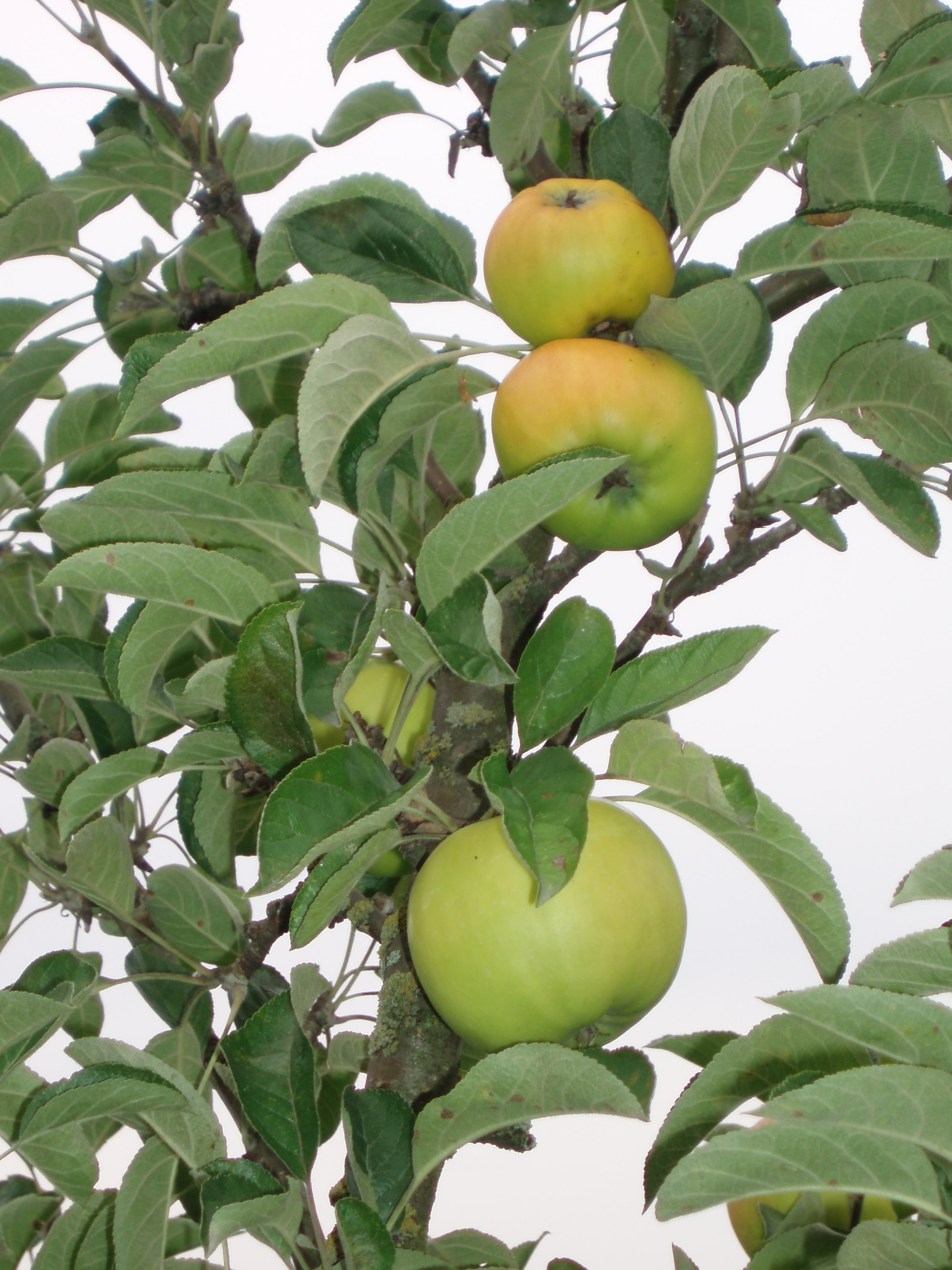
Der Seestermüher Zitronenapfel, eine Apfelsorte aus dem Kreis Pinneberg

Der heute noch wichtige Wirtschaftszweig der Baumschulen entstand bereits Ende des 18. Jahrhunderts, als Baron Caspar Voght in Klein-Flottbek, das damals im Pinneberger Herrschaftsgebiet lag, eine Baumschule gründete. Der Bedarf an Baumschulen entstand seinerzeit vor allem durch die Verkoppelung und die Knicks, die im Zuge dessen angelegt wurden. Mitte des 19. Jahrhunderts war das Kreisgebiet auch aufgrund seiner Nähe zu Hamburg so gut an das Schienennetz und damit auch an den Hamburger Hafen angeschlossen, dass die Baumschulen des Gebiets überregionale Märkte erreichen konnten. Ende des 19. Jahrhunderts kamen auch die Rosenzucht und der Obstbau hinzu. Mit dem heute recht seltenen Seestermüher Zitronenapfel hat der Kreis auch eine eigene Apfelsorte.

Motorrad um 1930 mit ILO-Motor

Mit den ILO-Motorenwerken, ehemals der größte Zweitaktmotorenhersteller in Deutschland, war auch ein wichtiges Industrieunternehmen im Kreis ansässig. Das Unternehmen wurde 1911 in Altona unter dem Namen Norddeutsche Maschinenfabrik GmbH gegründet und spezialisierte sich auf den Gleis- und Brückenbau, seit 1913 war es in Pinneberg ansässig. Mit der Entwicklung eines Zweitaktmotors 1918 begann der Erfolg des Unternehmens, Mitte der 1950er Jahre hatte es sich mit 1.500 Beschäftigte in zwei Werken zum größten Arbeitgeber im Kreis Pinneberg und zum größten Hersteller für Zweitaktmotoren in Deutschland entwickelt. Das Unternehmen bestand bis 1990, als es aufgrund der Wirtschaftslage in der Motorenindustrie geschlossen werden musste. Im Norden des Kreises wurde bis Mitte der 1970er Jahre auch Erdöl gefördert, noch heute zeugen Straßennamen wie die Ölfeldstraße in Brande von der einstigen Erdölförderung.
Die vor allem in Elmshorn und Uetersen ansässige Industrie des Kreises war nicht nur von der Krückau und Pinnau als Wasserstraße abhängig, sie hatte auch dazu geführt, dass die beiden Flüsse bis in die 1970er Jahre zu den am meisten verschmutzten Gewässern Deutschlands gehörten. In den 1940er Jahren war Uetersen der Verkehrsknotenpunkt des Kreises Pinneberg. Vom Flugplatz Uetersen/Heist aus wurde der Kreis an das internationale Luftfrachtnetz angeschlossen und die Luftfahrtstrecke Uetersen-Kopenhagen wurde eingerichtet. Die nur sechs Kilometer lange Bahnstrecke Uetersen-Tornesch der Uetersener Eisenbahn hatte das größte Verkehrsaufkommen des Kreises, allein 1941 beförderte diese Zugstrecke über eine Million Fahrgäste und rund 80.000 Tonnen Frachtgut.
1975 fusionierten die Spar-Zentralen Hamburg Süd und Hamburg Nord zur Pfeiffer & Schmidt OHG mit Sitz in Schenefeld und bildeten die Spar Zentrale für den Gesamtbetrieb. In Schenefeld befand sich die Hauptverwaltung und ein großes Zentrallager. Im September 2005 übernahm Edeka Spar. Am 31. März 2011 wurde der Standort durch Edeka aufgegeben.

## Politik
Amtssitz der Kreisverwaltung ist Pinneberg. Hier tagt der Kreistag. Die Kreisverwaltung wurde Ende 2011 nach Elmshorn verlegt.

### Kreistag
Siehe auch: Ergebnisse der Kommunalwahlen für den Kreistag Pinneberg
| Kreistagswahl Pinneberg 2023Wahlbeteiligung: 48,5 % 403020100 35,7 %20,9 %20,8 %9,0 %8,8 %2,8 %1,9 %0,1 %n. k. % CDUSPDGrüneAfDFDPLinkeBasisSSWkWGpGewinne und Verlusteim Vergleich zu 2018 %p 4 2 0 −2 −4+0,2 %p−3,5 %p+2,5 %p+2,0 %p+0,8 %p−1,4 %p+1,9 %p± 0,0 %p−2,2 %pCDUSPDGrüneAfDFDPLinkeBasisSSWkWGp | Sitzverteilung im Kreistag Pinneberg seit 2023Insgesamt 67 Sitze - Linke: 2 - SPD: 14 - Grüne: 14 - FDP: 6 - CDU: 24 - Basis: 1 - AfD: 6 |

| Partei                                    | Prozent 2008 | Mandate 2008 | Prozent 2013 | Mandate 2013 | Prozente 2018 | Mandate 2018 | Prozente 2023 | Mandate 2023 |
| ----------------------------------------- | ------------ | ------------ | ------------ | ------------ | ------------- | ------------ | ------------- | ------------ |
| CDU                                       | 38,8 %       | 24           | 39,1 %       | 20           | 35,5 %        | 22           | 35,7 %        | 24           |
| SPD                                       | 27,8 %       | 16           | 31,0 %       | 15           | 24,4 %        | 15           | 20,9 %        | 14           |
| GRÜNE                                     | 12,7 %       | 07           | 15,6 %       | 08           | 18,3 %        | 11           | 20,8 %        | 14           |
| FDP                                       | 11,1 %       | 06           | 05,9 %       | 03           | 08,0 %        | 05           | 08,8 %        | 06           |
| AfD                                       | 0–           | 0–           | 0–           | 0–           | 07,0 %        | 04           | 09,0 %        | 06           |
| DIE LINKE                                 | 05,8 %       | 03           | 02,5 %       | 01           | 04,2 %        | 03           | 02,7 %        | 02           |
| dieBasis                                  | 0–           | 0–           | 0–           | 0–           | 0–            | 0–           | 01,9 %        | 01           |
| Kreis Wählergemeinschaft Pinneberg (kWGp) | 03,8 %       | 02           | 02,6 %       | 01           | 02,5 %        | 02           | 0–            | 0–           |
| PIRATEN                                   | 0–           | 0–           | 02,2 %       | 01           | 0–            | 0–           | 0–            | 0–           |
| NPD                                       | 0–           | 0–           | 01,0 %       | 0            | 0–            | 0–           | 0–            | 0–           |
| SSW                                       | 0–           | 0–           | 00,1 %       | 0            | 00,1 %        | 0            | 00,1 %        | 0            |
| Gesamt                                    | 100          | 58           | 100          | 49           | 100           | 62           | 100           | 67           |
| Wahlbeteiligung in Prozent                | 52,1         | 52,1         | 45,4         | 45,4         | 46,6          | 46,6         | 48,5          | 48,5         |

### Landräte
Der Landrat leitet die Kreisverwaltung. Nach der Kapitulation 1945 bestand in Schleswig-Holstein die Zweigleisigkeit der Verwaltung. Der Kreis wurde durch den politischen Landrat und den (Ober)Kreisdirektor regiert. Politische Landräte waren Walter Damm (SPD) und Hermann Schinkel. Heinrich Stühmeyer war Oberkreisdirektor und Alfred Bethke Kreisdirektor. Nach der Aufhebung der Zweigleisigkeit in der Verwaltung am 19. April 1950 wurde der Kreis wieder allein vom Landrat regiert.
- 1865–1867, Adalbert Heinrich Friedrich von Baudissin (in der Übergangsphase von der Herrschaft Pinneberg zum Kreis Pinneberg)
- 1868–1870, Adolf von Moltke
- 1870–1881, Emil Voerster
- 1881–1889, Alexander von Bischoffshausen
- 1889–1918, Ludwig Scheiff
- 1919–1932, Gustav Niendorf, SPD
- 1932–1945, Johann Duvigneau,[33] NSDAP
- 1945, Karl Georg Wittich, NSDAP (kommissarisch)
- 1945–1946, Herman Wuppermann
- 1946–1947, Heinrich Stühmeyer, (Oberkreisdirektor)
- 1946–1947, Walter Damm, SPD (politischer Landrat)
- 1948–1950, Alfred Bethke (Kreisdirektor)
- 1947–1962, Hermann Schinkel (bis 1950 politischer Landrat)
- 1962–1973, Udo Sachse, CDU
- 1973–1985, Winfried Hebisch, SPD
- 1985–1991, Jörn Alwes, CDU
- 1991–2003, Berend Harms, SPD
- 2003–2010, Wolfgang Grimme, CDU
- 2010–2020, Oliver Stolz, parteilos
- Seit Januar 2021, Elfi Heesch, parteilos

### Partnerschaften
Der Kreis Pinneberg unterhält partnerschaftliche Beziehungen zur Grafschaft East Sussex im Vereinigten Königreich und zum Rajon Selenogradsk in Russland.
Die freundschaftliche Beziehung zur Grafschaft East Sussex begann mit einem kulturellen Austausch im Jahr 1956 und wurde 1980 formell geschlossen. Es findet ein lebhafter Austausch in den Bereichen Sport, Bildung und Kultur sowie zwischen verschiedenen Institutionen in beiden Regionen statt. Seit den 1980er Jahren haben auch vier Pinneberger Gemeinden Partnerschaften mit Gemeinden in East Sussex, nämlich Appen mit Polegate, Bönningstedt mit Seaford, Ellerhoop mit Hurst Green und Quickborn mit Uckfield.
Die Partnerschaft mit Selenogradsk (ehemals Cranz) besteht auf Anregung des Kreistags und wurde 1991 geschlossen, um eine Brücke zur Kaliningrader Oblast zu schlagen. Seit 1951 bestand bereits eine Patenschaft zur Kreisgemeinschaft Fischhausen (heute Primorsk), deren Fläche mit dem Rayon Selenogradsk weitgehend identisch ist. Heute findet nicht nur ein Austausch zwischen Wirtschaftsunternehmen statt, es gibt auch Aktivitäten wie die Besuche von Schülern aus Selenogradsk in Pinneberg oder die Unterstützung von Freizeit- und Bildungsprojekten im Rayon.

### Wappen
Blasonierung: „In Rot das silberne holsteinische Nesselblatt, belegt mit einer stilisierten grünen Tanne, die goldene Wurzeln hat.“
Im von A. Paul Weber entworfenen und am 11. Januar 1946 durch die britische Militärregierung genehmigten Kreiswappen ist die freischwebende Tanne mit den goldenen Wurzeln ein Hinweis auf die für die Wirtschaft sehr relevanten Baumschulen. Das silberne Nesselblatt leitet sich vom Wappen der Schauenburger Grafen ab, die lange über die Geschicke der Region bestimmt haben.

### Flagge

Flagge des Kreises Pinneberg

Blasonierung: „Die Kreisflagge zeigt inmitten eines weißen, oben mit einem blauen und unten mit einem roten Streifen begrenzten Tuches das leicht zur Stangenseite hin verschobene Kreiswappen.“

## Wirtschaft

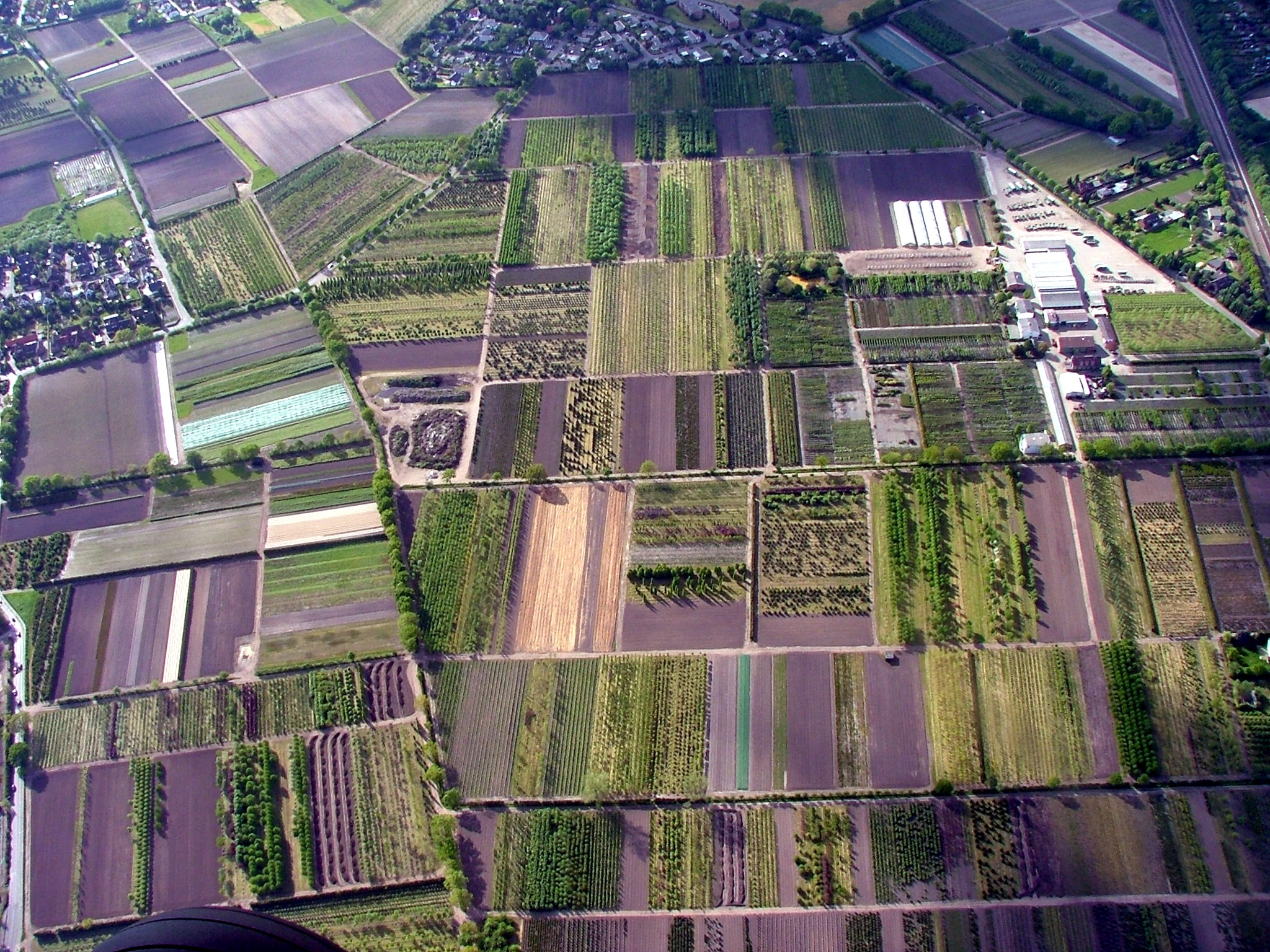
Baumschulen in Halstenbek

Im Zukunftsatlas 2016 belegte der Kreis Pinneberg Platz 180 von 402 Landkreisen, Kommunalverbänden und kreisfreien Städten in Deutschland und zählt damit zu den Regionen mit „ausgeglichenem Chancen-Risiko Mix“ für die Zukunft.
Der Kreis Pinneberg gilt als größtes zusammenhängendes Baumschulgebiet der Welt und ist auch durch zwei große Rosenlieferanten bekannt. Von 442 Baumschulen mit 3000 Arbeitsplätzen im Bundesland sind rund 318 Betriebe im Kreis Pinneberg, die mehr als 3600 Hektar bewirtschaften. Rosen Tantau in Uetersen und Rosen Kordes in Sparrieshoop dominieren mit ihren Züchtungen den Weltmarkt für Schnittrosen. Klimabedingt werden die Rosen nicht im Kreis Pinneberg aufgezogen: Nach dem Verlassen ihrer Holsteiner „Kinderstube“ werden die Rosen nach Südamerika und Afrika verschickt, dort auf Plantagen aufgezogen, geerntet und per Luftfracht an Großhändler weltweit geliefert. Über niederländische Rosenbörsen finden einige dann auch ihren Weg zurück in Blumengeschäfte im Kreis Pinneberg.
Die Wirtschaft des Kreises ist jedoch nicht nur durch Baumschulen geprägt. Mit rund 17.650 Unternehmen aus 17 verschiedenen Wirtschaftszweigen kommen etwa 28 Prozent der Schleswig-Holsteinischen Unternehmen aus dem Kreis. Nach dem Kreis Stormarn hat der Kreis Pinneberg die zweithöchste Industriedichte des Landes. Mehr als 20 der im Kreis ansässigen Unternehmen sind in ihrem Bereich Weltmarktführer bzw. haben einen hohen Anteil am Weltmarkt.
Mit der Stadt Elmshorn befindet sich auch ein wichtiger Industriestandort im Kreisgebiet, an dem unter anderem der Haferflocken- und Müslihersteller Peter Kölln und der Wurstwarenhersteller Döllinghareico angesiedelt sind. Prägend für die Stadt sind auch Kraft Foods und Teppich Kibek sowie das petrochemische Unternehmen Tamoil, eines der umsatzstärksten Unternehmen im Bundesland.
Die Stadt Pinneberg ist Senderstandort des Deutschen Wetterdienstes (DWD). Der DWD betreibt hier den Langwellensender DDH47 sowie seit 2006 in Zusammenarbeit mit dem Bundesamt für Seeschifffahrt und Hydrographie Deutschlands einzigen NAVTEX-Sender.
In Wedel befindet sich mit der Firma Möller-Wedel Optical ein weltweit bekannter Hersteller optischer Präzisionsgeräte mit einer Tradition, die bis 1864 zurückreicht. Das firmeneigene Wasserwerk mit dem angeschlossenen Wasserturm versorgte zudem bis Ende 2015 ein Drittel des Stadtgebietes mit Trinkwasser. Wedel ist und war außerdem Sitz weiterer, weltweit agierender Unternehmen. So ist die Stadt Hauptsitz der Medac GmbH, die vor allem als Spezialpräparatehersteller im Bereich der Onkologie bekannt ist. Des Weiteren sind Firmen wie die EVAC GmbH weltweiter Marktführer bei der Herstellung von Vakuumtoiletten für den Eisenbahn-, Schiff- und Luftfahrzeugbau und die Trioptics GmbH in Wedel ansässig. Die Firma Solarnova produziert und vermarktet als Ausgründung der AEG-Solartechnik Photovoltaik-Module für Solarfassaden und Lichtdächer. Das weltweit agierende, mittelständische Unternehmen m-u-t AG Messgeräte für Medizin- und Umwelttechnik ist Hersteller von Produkten in den Bereichen Spektroskopie, Laborautomation, Medizintechnik, Brandfrüherkennung und Luftfahrtsicherheit und seit 1995 in Wedel. Von 1962 bis 2022 befand sich in Wedel zudem der deutsche Firmensitz von AstraZeneca, des fünftgrößten Pharmakonzerns der Welt, bis dieser nach Hamburg-Bahrenfeld verlegt wurde.
In Quickborn ist mit der E.ON Hanse ein großes Energieversorgungsunternehmen ansässig, das 2003 aus einer Fusion von Schleswag, Hein-Gas und Hanse-Gas entstand und weite Teile der nördlichen Bundesländer mit Strom, Erdgas, Wasser und Wärme versorgt. Mit der Comdirect Bank war in Quickborn außerdem eine im SDAX, einem Aktienindex für kleinere Unternehmen, notierte Direktbank ansässig. Seit der Verschmelzung mit der Commerzbank im November 2020 wird sie noch als Marke comdirect von dieser mit Standort Quickborn weitergeführt.
Seit dem März 1963 wird in Schenefeld Brot von der Harry-Brot GmbH gebacken, nachdem der Standort in Hamburg-Bahrenfeld aufgegeben wurde und der Hauptsitz nach Schenefeld verlegt wurde. Am 1. Juni 1975 weihte die PVG Pinneberger Verkehrsgesellschaft nach einem Umzug aus Rellingen ihren neuen Betriebshof mit Verwaltungssitz Schenefeld ein, von wo aus die Busse den Hamburger Westen und große Teile des Kreises Pinneberg bedienen. Am 1. Juni 1967 siedelte die Theodor Friedrichs & Co. Meteorologische Geräte und Systeme GmbH aus Hamburg-Niendorf nach Schenefeld über. Die Firma stellt Geräte zur Messung und Übertragung von Wetterdaten sowie Labore zur Kalibrierung von meteorologischen Sensoren her und exportiert ihre Produkte weltweit. Daneben sind als Schenefelder Unternehmen noch die Electraplan Solutions (Unterflur-Installationstechnik), INTERSCHALT maritime systems AG (elektrotechnische Gesamtsysteme für die maritime Wirtschaft), Hanseatischer Fine Food Service (ehemals Schloss Göhrde Tiefkühlprodukte) und Hermes Schleifmittel zu erwähnen.
In Uetersen sind die Regio Kliniken, die im Kreisgebiet 2500 Mitarbeiter beschäftigen, die Nordmark-Arzneimittelwerke und das Polyesterharz und Spachtelmasse produzierende Werk der Vosschemie GmbH.
In Tornesch ist das Unternehmen Panther Packaging ansässig, die aus der Altonaer Wellpappenfabrik und der Meldorfer Papierfabrik hervorgegangen ist. Weitere wichtige Unternehmen sind das Hanseatische Wein- und Sektkontor (Hawesko Holding AG) und HellermannTyton, die mit der Befestigung und Kennzeichnung von Kabeln befasst sind.
Auf der zum Kreis gehörigen Nordseeinsel Helgoland spielt der Fremdenverkehr eine bedeutende Rolle.
Einen weiteren Aufschwung erhofft sich die Kreisregion durch den Bau des Röntgenlasers XFEL auf dem Gebiet der Stadt Schenefeld, den das Forschungszentrum DESY seit Januar 2009 errichtet hat. Dabei wurde ein 3,4 Kilometer langer Tunnel von Hamburg-Bahrenfeld nach Schenefeld gebaut. Hier besteht eine unterirdische Experimentierhalle, in der mit den Röntgenblitzen geforscht wird. Über der Halle wurden Gebäude für Labore, Büros, Bibliothek und Hörsaal errichtet. Dazu kommen Versorgungsgebäude. Ein Gästehaus für Forschende ist in Planung.

## Bildung
Mit der Fachhochschule Wedel, der Physikalisch-Technischen Lehranstalt Wedel und der Nordakademie in Elmshorn liegen drei große private Bildungsinstitute im Kreisgebiet.
Die Fachhochschule Wedel ist eine der wenigen privaten, aber gemeinnützigen Fachhochschulen in Deutschland und hat etwa 1.200 Studienplätze. Sie wurde 1969 gegründet und bietet eine Ausbildung in den Bereichen Betriebswirtschaftslehre, Informatik, Medieninformatik, technische Informatik, Wirtschaftsinformatik und Wirtschaftsingenieurwesen an. Die mit der Fachhochschule eng verbundene Physikalisch-Technische Lehranstalt, die sich im Gebäude der Fachhochschule in Wedel befindet, wurde 1948 gegründet und ist eine private, staatlich anerkannte Berufsfachschule für Elektronik, Datentechnik, Physik und Informatik.
Die Nordakademie in Elmshorn ist eine private, staatlich anerkannte Fachhochschule für Wirtschaftsinformatik, Wirtschaftsingenieurwesen und Betriebswirtschaftslehre mit rund 800 Studienplätzen. Sie wurde 1992 gegründet und zeichnet sich durch eine duale Ausbildung mit einem theoretischen Teil an der Hochschule und einem praktischen Teil in einem Unternehmen aus.
Die japanische Schule in Halstenbek ist eine Schule für Auslandsjapaner in der Metropolregion Hamburg und seit 1994 im Kreis Pinneberg ansässig.

## Kultur und Sehenswürdigkeiten
Der Kreis Pinneberg verleiht jährlich den Kulturpreis des Kreises Pinneberg, der sich in einen Anerkennungspreis für künstlerisch Schaffende und einen Förderpreis für den künstlerischen Nachwuchs aufteilt. Die Preise werden an Einzelpersonen oder Personengruppen für besondere Leistungen auf den Gebieten der Bildenden Kunst, der Musik sowie der Literatur und darstellenden Kunst verliehen. Voraussetzung ist, dass diese im Kreis Pinneberg wohnen oder einen Großteil ihres Lebens dort verbracht oder in ihrem künstlerischen Wirken einen regelmäßigen Bezug zum Kreis haben. 2016 wurde der Preis in Drosteipreis – Der Kulturpreis des Kreises Pinneberg umbenannt.

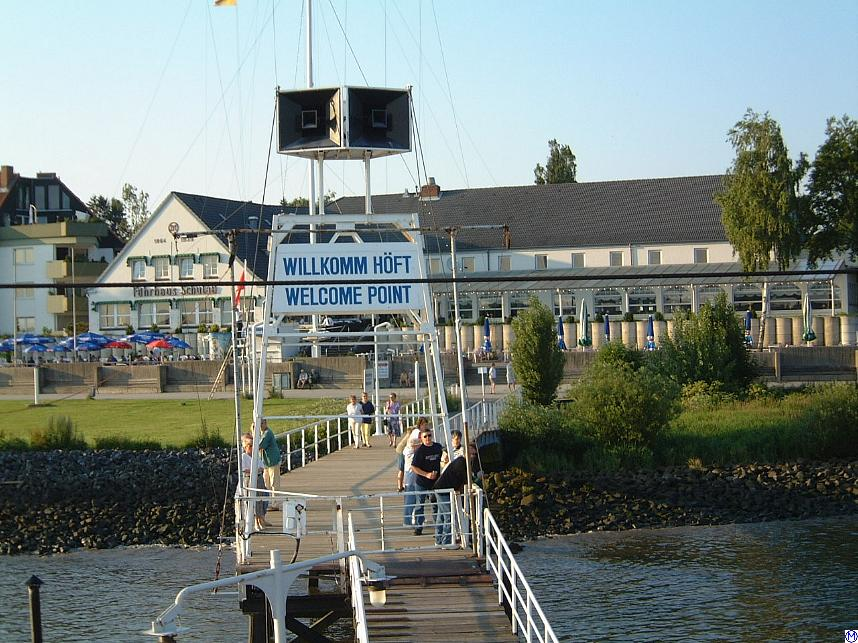
Schiffsbegrüßungsanlage in Wedel

Ein beliebtes Ausflugsziel ist die Schiffsbegrüßungsanlage Willkomm-Höft am Schulauer Fährhaus in Wedel. Hier werden seit 1952 Schiffe, die auf der Elbe den Hamburger Hafen anfahren oder verlassen, begrüßt. Nur wenige Kilometer elbabwärts liegt die Hetlinger Schanze ein Elbstrand bei Hetlingen. An diesem Strand stehen auch die höchsten Freileitungsmasten Europas die Elbekreuzung 1 und 2. Es ist ein beliebtes Naherholungsziel und Naturschutzgebiet.
Das Uetersener Rosarium ist mit sieben Hektar Fläche der größte Rosengarten Norddeutschlands und steht im Mittelpunkt der deutschen Rosenzucht. In diesen Park werden mehr als 35.000 Rosen und 1020 Rosensorten in allen farblichen Abstufungen und Duftnuancen vorgestellt.
Im Arboretum Ellerhoop-Thiensen kann man neben verschiedenen Themengärten die größte Strauch-Pfingstrosen-Sammlung Deutschlands bewundern.
Das bekannteste Ausflugsziel des Kreises ist die Insel Helgoland, sie ist ein staatlich anerkanntes Seeheilbad. Geologische Sehenswürdigkeiten sind unter anderem die Lange Anna und der Lummenfelsen. Eine Touristenattraktion ist auch das Ausbooten von den Fähren mit den Börtebooten.

## Schutzgebiete
Im Landkreis befinden sich zehn ausgewiesene Naturschutzgebiete (Stand Februar 2017).

## Verkehr

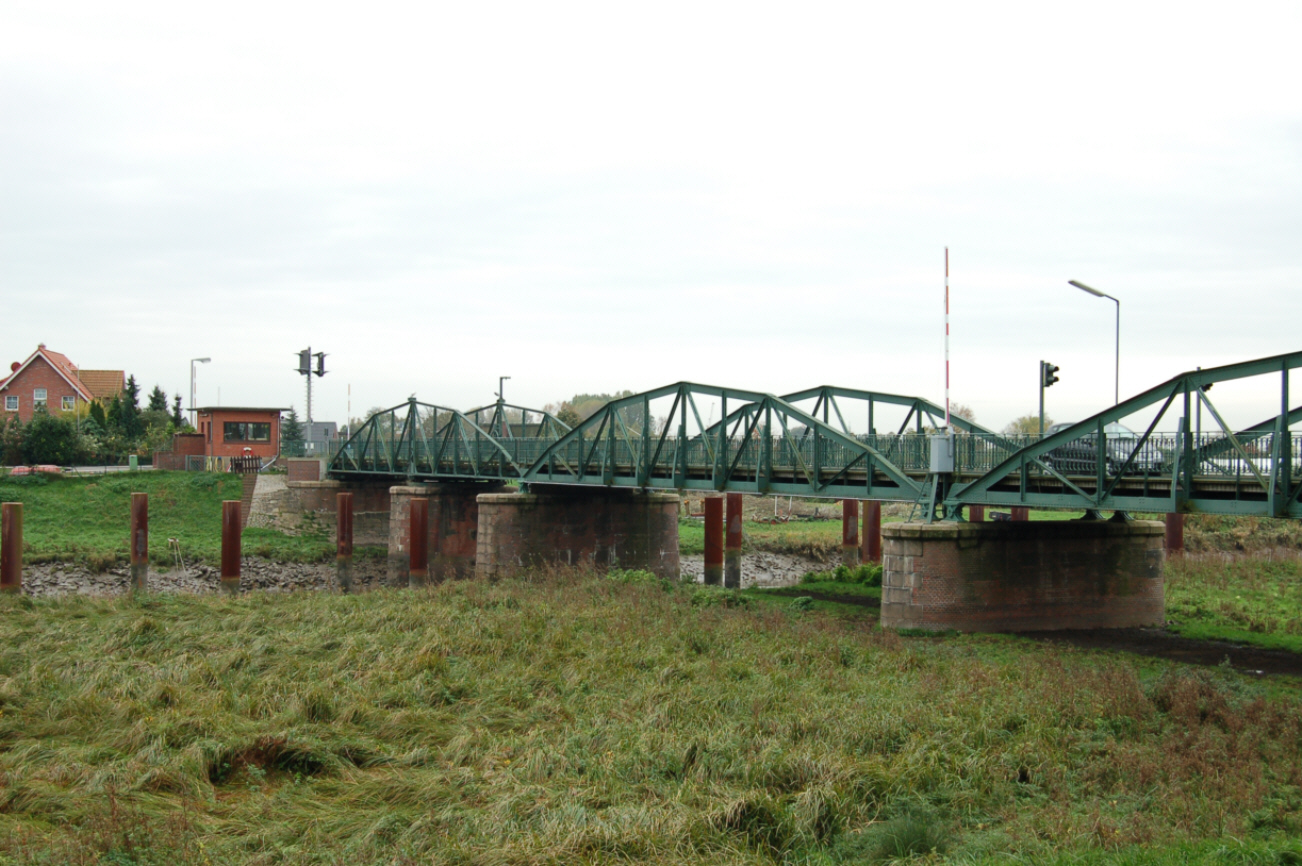
Drehbrücke in Moorrege

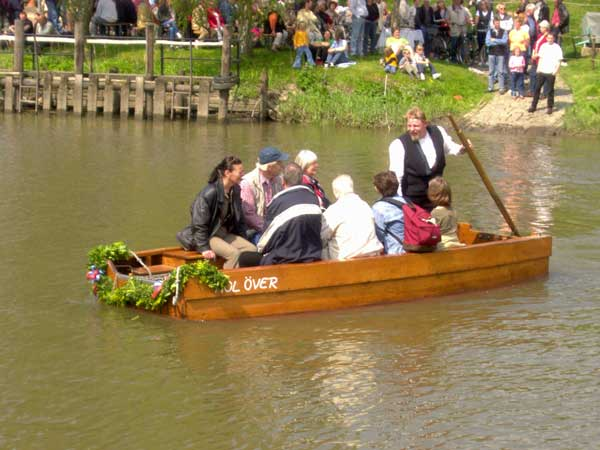
Fähre Kronsnest

Die Infrastruktur des Kreises Pinneberg ist vergleichsweise gut entwickelt. Bis zur Kreisstadt Pinneberg und bis zur Stadt Wedel reicht das S-Bahn-Netz des Hamburger Verkehrsverbunds (HVV), durch Pinneberg und die Stadt Elmshorn führt die Eisenbahnlinie nach Kiel bzw. Flensburg und nach Westerland auf Sylt.
Die Stadt Quickborn und die Gemeinden Bönningstedt und Hasloh liegen an der Bahnlinie A1 der AKN von Hamburg nach Neumünster, die Stadt Barmstedt an der AKN-Bahnlinie A3 von Elmshorn nach Henstedt-Ulzburg.
Schon seit 1967 reichte der Einzugsbereich des HVV bis Pinneberg, der
restliche ÖPNV im Kreisgebiet wurde 2003 in den HVV eingegliedert.
Die Autobahnen A 7 (Hamburg–Kiel/Flensburg) und A 23 (Hamburg–Heide) führen durch den Kreis Pinneberg.
Auf der zum Kreisgebiet gehörenden Insel Helgoland dürfen nur Rettungsfahrzeuge und Fahrzeuge des Zollamts fahren, allen anderen ist das Führen von Kraftfahrzeugen oder Fahrrädern verboten. Als Taxis oder für Transporte werden Elektrofahrzeuge eingesetzt. Die Insel kann von Büsum, Cuxhaven oder Hamburg aus erreicht werden. Auf der Insel gibt es auch einen Flugplatz, für den am Strand sogar eine Fußgängerampel aufgestellt wurde.

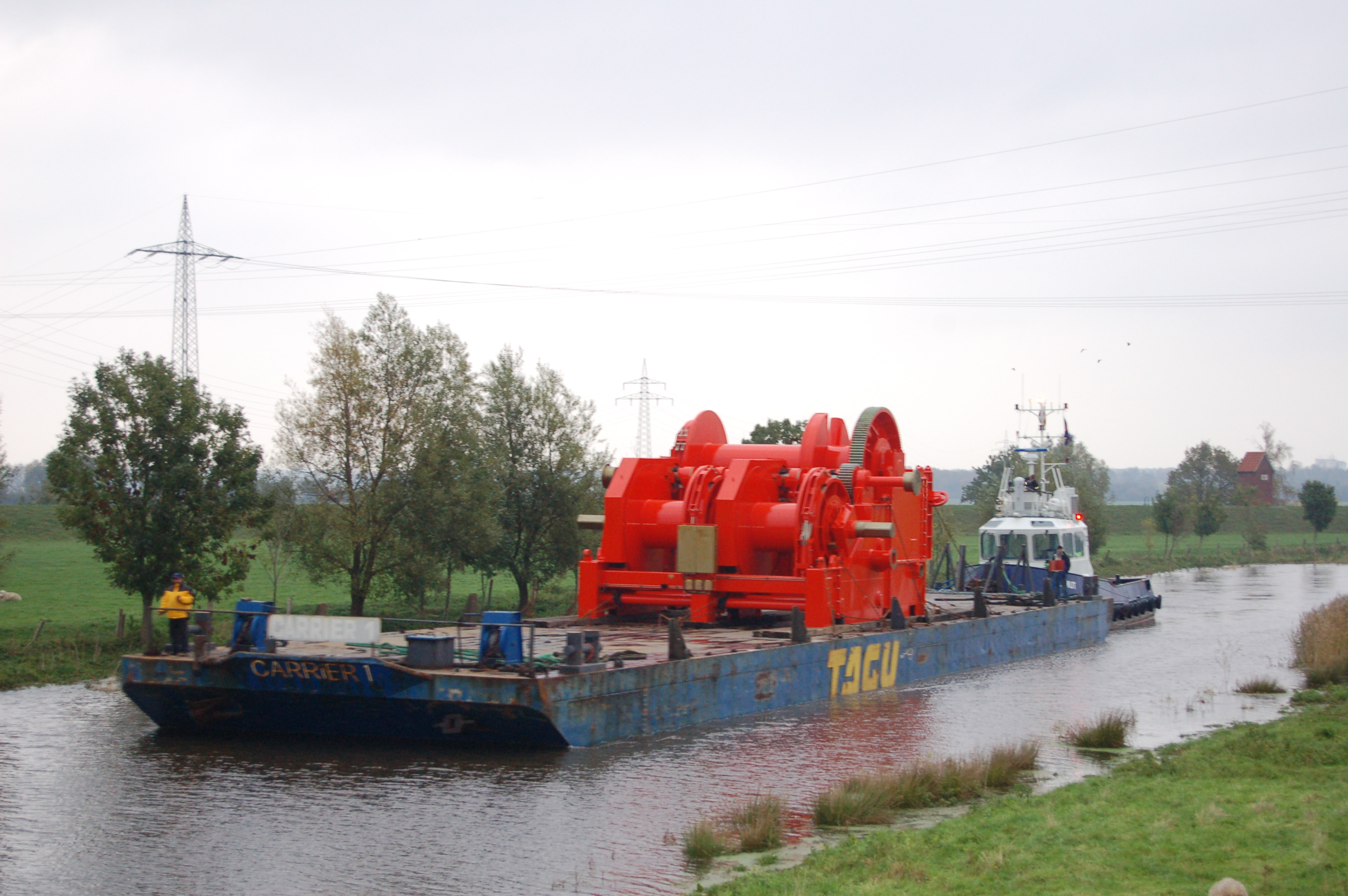
Transport einer Winde auf der Pinnau

Da der Kreis an der Elbe, der Krückau und der Pinnau liegt, hat er Zugang zu drei Bundeswasserstraßen. Die tideabhängigen Flüsse Pinnau und Krückau können an ihrer Mündung mit einem Sperrwerk geschlossen werden, um die Marschgebiete vor Sturmfluten zu schützen. Die Krückau fließt im Kreisgebiet durch den Rantzauer See und ist auch ab Elmshorn nur noch für kleinere Boote befahrbar. Seit dem Bau der Pinneberger Westumgehung ist auch die Pinnau nur noch von Uetersen bis zur Mündung Bundeswasserstraße befahrbar. Nach der Ausbaggerung des Uetersener Hafens im Jahr 2005 ist der Fluss der einzige, der noch wirtschaftlich genutzt wird. Er wird nun überwiegend zum Transport von Papierrohstoffen und von großen Schiffswinden, Kesselanlagen und anderen Sonderanfertigungen genutzt, die nicht als Schwertransport über die Straßen transportiert werden können.
Im Kreisgebiet befinden sich auch zwei Kuriositäten: die älteste noch im Betrieb befindlich Drehbrücke und die kleinste Fähre Deutschlands.
Die Drehbrücke über die Pinnau in Moorrege wurde 1887 gebaut. Die handbetriebene Fähre Kronsnest verkehrt in den Sommermonaten auf der Krückau zwischen Seester und Neuendorf im Kreis Steinburg.

## Gemeinden
(Einwohner am 31. Dezember 2023)
| 1. Barmstedt, Stadt (10.378) 2. Bönningstedt (4.545) 3. Elmshorn, Große kreisangehörige Stadt (51.486) 4. Halstenbek (18.018) 5. Hasloh (3.923) | 1. Helgoland (1.237) 2. Pinneberg, Stadt (44.662) 3. Quickborn, Stadt (22.526) 4. Rellingen (14.877) | 1. Schenefeld, Stadt (19.728) 2. Tornesch, Stadt (14.460) 3. Uetersen, Stadt (18.574) 4. Wedel, Stadt (34.716) |

Ämter mit amtsangehörigen Gemeinden/Städten
| - 1. Amt Elmshorn-Land (13.496) [Sitz: Elmshorn] 1. Klein Nordende (3.417) 2. Klein Offenseth-Sparrieshoop (3.116) 3. Kölln-Reisiek (3.426) 4. Raa-Besenbek (563) 5. Seester (1.040) 6. Seestermühe (948) 7. Seeth-Ekholt (986) - 2. Amt Hörnerkirchen (4.007) [Sitz: Barmstedt] 1. Bokel (560) 2. Brande-Hörnerkirchen (1.766) 3. Osterhorn (411) 4. Westerhorn (1.270) | - 3. Amt Geest und Marsch Südholstein (24.271) [Sitz: Moorrege] 1. Appen (4.781) 2. Groß Nordende (828) 3. Haselau (1.144) 4. Haseldorf (1.857) 5. Heidgraben (2.787) 6. Heist (2.949) 7. Hetlingen (1.442) 8. Holm (3.315) 9. Moorrege (4.657) 10. Neuendeich (511) - 4. Amt Pinnau (13.673) [Sitz: Rellingen] 1. Borstel-Hohenraden (2.416) 2. Ellerbek (4.306) 3. Kummerfeld (2.379) 4. Prisdorf (2.311) 5. Tangstedt (2.261) | - 5. Amt Rantzau (9.185) [Sitz: Barmstedt] 1. Bevern (607) 2. Bilsen (812) 3. Bokholt-Hanredder (1.341) 4. Bullenkuhlen (397) 5. Ellerhoop (1.515) 6. Groß Offenseth-Aspern (478) 7. Heede (851) 8. Hemdingen (1.764) 9. Langeln (614) 10. Lutzhorn (806) |

### Ehemalige Gemeinden
Die folgende Liste enthält alle ehemaligen Gemeinden des Kreises Pinneberg und alle Eingemeindungen:
| Gemeinde               | eingemeindet nach    | Datum der Eingemeindung |
| ---------------------- | -------------------- | ----------------------- |
| Bahrenfeld             | Altona               | 1. April 1890           |
| Blankenese             | Altona               | 1. Juli 1927            |
| Bokelseß               | Brande-Hörnerkirchen | 1. Januar 1976          |
| Brande                 | Halstenbek           | 1893                    |
| Dockenhuden            | Blankenese           | 19. März 1919           |
| Egenbüttel             | Rellingen            | 1. Januar 1974          |
| Eidelstedt             | Altona               | 1. Juli 1927            |
| Friedrichsgabe         | Norderstedt          | 1. Januar 1970          |
| Garstedt               | Norderstedt          | 1. Januar 1970          |
| Groß Flottbek          | Altona               | 1. Juli 1927            |
| Hainholz               | Elmshorn             | 1. April 1938           |
| Klein Flottbek         | Altona               | 1. Juli 1927            |
| Krupunder              | Halstenbek           | 1893                    |
| Langelohe              | Elmshorn             | 1. April 1938           |
| Lokstedt               | Hamburg              | 1. April 1938           |
| Lurup                  | Altona               | 1. Juli 1927            |
| Niendorf               | Lokstedt             | 1. Juli 1927            |
| Nienhöfen              | Halstenbek           | 1893                    |
| Nienstedten            | Altona               | 1. Juli 1927            |
| Osdorf                 | Altona               | 1. Juli 1927            |
| Othmarschen            | Altona               | 1. April 1890           |
| Övelgönne              | Altona               | 1. April 1890           |
| Pinnebergerdorf        | Pinneberg            | 13. Februar 1905        |
| Rissen                 | Altona               | 1. Juli 1927            |
| Schnelsen              | Lokstedt             | 1. Juli 1927            |
| Schulau                | Wedel                | 16. Juni 1909           |
| Stellingen-Langenfelde | Altona               | 1. Juli 1927            |
| Sülldorf               | Altona               | 1. Juli 1927            |
| Thesdorf               | Pinneberg            | 24. Dezember 1927       |
| Winzeldorf             | Bönningstedt         | 1. April 1942           |

Bis zu ihrer Auflösung in den 1920er Jahren bestanden im Kreis Pinneberg außerdem die Gutsbezirke Hetlinger Schanze, Pagensand und Klosterhof Uetersen sowie die Forstgutbezirke Pinneberg und Rantzau.

## Kfz-Kennzeichen
Am 1. Juli 1956 wurde dem Kreis bei der Einführung der bis heute gültigen Kfz-Kennzeichen das Unterscheidungszeichen PI zugewiesen. Es wird durchgängig bis heute ausgegeben. Im Landkreis Pinneberg zugelassene Fahrzeuge richten im Straßenverkehr im Vergleich mit den anderen Landkreisen Schleswig-Holsteins den höchsten Schaden an. So verursachten zwischen den Jahren 2011–2015 71 von 1000 zugelassenen Fahrzeugen einen Unfall. Der durchschnittlich verursachte Schaden lag bei 3068 EUR. Pinneberger Autofahrer sind daher eher unbeliebte Verkehrsteilnehmer, wie es eine nicht-repräsentative Umfrage des SHZ belegt, die am 19. März 2017 veröffentlicht wurde.